# Ruagea hirsuta
Ruagea hirsuta är en tvåhjärtbladig växtart som först beskrevs av C. Dc., och fick sitt nu gällande namn av Hermann August Theodor Harms. Ruagea hirsuta ingår i släktet Ruagea och familjen Meliaceae. Inga underarter finns listade i Catalogue of Life.